# قلعه سنگی ده برزو
قلعه سنگی ده برزو مربوط به سده‌های میانه اسلامی است و در شهرستان خواف، بخش جلگه زوزن - روستای به برزو واقع شده و این اثر در تاریخ ۲۲ مرداد ۱۳۸۴ با شمارهٔ ثبت ۱۳۲۱۱ به‌عنوان یکی از آثار ملی ایران به ثبت رسیده‌است.